# Commelina dammeriana
Commelina dammeriana är en himmelsblomsväxtart som beskrevs av Karl Moritz Schumann. Commelina dammeriana ingår i släktet himmelsblommor, och familjen himmelsblomsväxter.
Artens utbredningsområde är Angola. Inga underarter finns listade.